# بنت کریستنسن
بنت کریستنسن (انگلیسی: Bent Christensen Arensøe؛ زادهٔ ۴ ژانویهٔ ۱۹۶۷) بازیکن سابق فوتبال اهل دانمارک است.
وی همچنین در تیم‌های ملی فوتبال زیر ۱۹ سال دانمارک، زیر ۲۱ سال دانمارک، و دانمارک بازی کرده‌است که در پست مهاجم بازی می‌کرد.